# غفار فرزدی
غفار فرزدی (متولد ۱ اسفند ۱۳۲۴ هجری شمسی در تبریز) عضو هسته مرکزی نهضت آزادی ایران، سرپرست شاخه آذربایجان نهضت آزادی، معاون سابق استاندار اردبیل، فرماندار سابق تبریز  و عضو هیئت علمی دانشگاه تبریز است  .

## تحصیلات
فرزدی تحصیلات خود را در تبریز آغاز کرد. پس از اخذ دیپلم ریاضی و فیزیک، وارد دانشگاه ملی تبریز شد و در رشته علوم ریاضی تحصیل کرد. در سال ۱۳۵۲ برای ادامه تحصیل به هند رفت. در سال ۱۳۵۸، پس از کسب مدرک دکتری علوم ریاضی محض به ایران بازگشت و به عنوان هیئت علمی در دانشگاه تبریز مشغول فعالیت شد.

## فعالیت سیاسی
ایجاد انجمن اسلامی دانشجویان شبه‌قاره هند از جمله اولین فعالیت‌های سیاسی و اجتماعی اوست. سابقه عضویت او در نهضت آزادی ایران به قبل از نخست‌وزیری مهدی بازرگان باز می‌گردد. او هم‌اکنون عضو هسته مرکزی نهضت آزادی ایران و سرپرست شاخه شمال غرب نهضت آزادی‌ست. فرزدی مدتی نیز در سمت معاون استاندار اردبیل و فرماندار تبریز فعالیت کرده‌است.

## بازداشت و زندان
فرزدی در سال ۱۳۸۰ دستگیر و به مدت ۹ ماه در بازداشت به سر برد. در سال ۱۳۸۸ به دلیل شرکت در تجمعات در اعتراض به نتایج دهمین دوره انتخابات ریاست جمهوری ، در سال ۱۳۸۹ به همراه ابراهیم یزدی، هاشم صباغیان و چند تن دیگر از اعضای نهضت آزادی در اصفهان و در سال ۱۳۹۰ بدلیل امضای نامه فعالان سیاسی و اجتماعی به سید محمد خاتمی بازداشت شد. 